# Prosopocera collarti
Prosopocera collarti är en skalbaggsart. Prosopocera collarti ingår i släktet Prosopocera och familjen långhorningar.

## Underarter
Arten delas in i följande underarter:
- P. c. collarti
- P. c. gleneoides
- P. c. nigrocellata
- P. c. bomangoana